# Фудбалска репрезентација Костарике
Фудбалска репрезентација Костарике (шп. Selección de fútbol de Costa Rica) национални је фудбалски тим који представља Костарику на међународним такмичењима; под управом је фудбалског савеза Костарике (FEDEFUTBOL), владајућег тијела за фудбал у Костарики. Чланица је ФИФЕ од 1927, чланица је фудбалске асоцијације Сјеверне, Средње Америке и Кариба (Конкакаф) од 1961; док је чланица Централноамеричке фудбалске уније (Ункаф) од 1990.
Костарика је најуспјешнија фудбалска репрезентација у историји Централне Америке. Освојила је три пута Конкакафов шампионат (1963, 1969 и 1989), претечу Златног купа, који није освојила ниједном. Првенство Централне Америке освојила је осам пута, по чему је рекордер. До 2018, Костарика је била једина репрезентација из Централне Америке која је учествовала на Свјетском првенству, док се на првенство 2018, пласирала по први пут Панама. Костарика је са просјечним збиром од 1597.1 најбоља репрезентација из Централне Америке у Ело рангирању икада; на крају 2014. године, имала је укупно 1806 бодова у Ело рангирању, што је највише икада од свих репрезентација Централне Америке.
Највеће успјехе остварила је крајем осамдесетих и почетком деведесетих година 20. вијека. Први пут је учествовала на Свјетском првенству 1990, у Италији; групну фазу завршила је на другом мјесту, иза Бразила и пласирала се у осмину финала, гдје је са 4:1 поражена од Чехословачке. На Свјетско првенство пласирала се и 2002 и 2006, али није прошла групну фазу, док је 2006 поражена на сва три меча. Највећи успјех остварила је на Свјетском првенству 2014, гдје је групну фазу завршила на првом мјесту, испред три бивша свјетска првака — Уругваја, Италије и Енглеске. У осмини финала побиједила је Грчку 5:3 након пенала и по први пут у историји дошла до четвртфинала, гдје је поражена од Холандије 4:3 након пенала.

## Резултати на међународним такмичењима

### Светско првенство
| Година       | Коло                  |
| ------------ | --------------------- |
| 1930         | Није играла           |
| 1934         | Није играла           |
| 1938         | Повукла се            |
| 1950         | Није играла           |
| 1954         | Приступ одбила ФИФА   |
| 1958 до 1986 | Није се квалификовала |
| 1990         | 2. коло               |
| 1994         | Није се квалификовала |
| 1998         | Није се квалификовала |
| 2002         | 1. коло               |
| 2006         | 1. коло               |
| 2010         | Није се квалификовала |
| 2014         | Четвртфинале          |
| 2018         | 1. коло               |
| 2022         | 1. коло               |
| Укупно       | 6/22                  |

## Састав репрезентације
Састав тима за Свјетско првенство 2018.
Подаци ажурирани 28. јуна 2018, након утакмице са Швајцарском:
| Име                      | Датум рођења  | Број наступа | Број голова | Клуб                |         |         |
| Голмани                  | Голмани       | Голмани      | Голмани     | Голмани             | Голмани | Голмани |
| ------------------------ | ------------- | ------------ | ----------- | ------------------- | ------- | ------- |
| Кејлор Навас             | 15. 12. 1986. | 83           | 0           | Реал Мадрид         |         |         |
| Патрик Пембертон         | 24. 5. 1982.  | 38           | 0           | Алахуеленсе         |         |         |
| Лионел Мореира           | 2. 4. 1990.   | 8            | 0           | Хередијано          |         |         |
| Одбрамбени фудбалери     |               |              |             |                     |         |         |
| Џони Акоста              | 21. 7. 1983.  | 71           | 2           | Рионегро Аквилас    |         |         |
| Ђанкарло Гонзалес        | 8. 2. 1988.   | 71           | 2           | Болоња              |         |         |
| Јан Смит                 | 6. 3. 1998.   | 5            | 0           | Норћепинг           |         |         |
| Оскар Дуарте             | 3. 6. 1989.   | 40           | 2           | Еспањол             |         |         |
| Брајан Овиједо           | 18. 2. 1990.  | 46           | 1           | Сандерленд          |         |         |
| Франсиско Калво          | 8. 7. 1992.   | 39           | 4           | Минесота јунајтед   |         |         |
| Кристијан Гамбоа         | 24. 10. 1989. | 70           | 3           | Селтик              |         |         |
| Кендал Вастон            | 1. 1. 1988.   | 27           | 3           | Ванкувер вајткапс   |         |         |
| Кенер Гутјерез           | 9. 6. 1989.   | 9            | 0           | Алахуеленсе         |         |         |
| Фудбалери средине терена |               |              |             |                     |         |         |
| Селсо Боргес             | 27. 5. 1988.  | 114          | 17          | Депортиво ла Коруња |         |         |
| Кристијан Болањос        | 17. 5. 1984.  | 84           | 7           | ФК Саприса          |         |         |
| Данијел Колиндрес        | 10. 1. 1985.  | 15           | 0           | Саприса             |         |         |
| Родни Валас              | 17. 6. 1988.  | 29           | 3           | Њујорк Сити         |         |         |
| Раднал Азофеифа          | 30. 12. 1984. | 58           | 3           | Хередијано          |         |         |
| Јелтсин Техеда           | 17. 3. 1992.  | 50           | 0           | Лозана              |         |         |
| Давид Гузман             | 18. 2. 1990.  | 48           | 0           | Портланд тимберс    |         |         |
| Нападачи                 |               |              |             |                     |         |         |
| Џоел Кембел              | 26. 6. 1992.  | 79           | 15          | Бетис               |         |         |
| Брајан Руиз              | 18. 8. 1985.  | 112          | 24          | Спортинг Лисабон    |         |         |
| Јоан Венегас             | 27. 11. 1988. | 49           | 10          | Саприса             |         |         |
| Марко Урења              | 5. 3. 1990.   | 65           | 15          | Лос Анђелес         |         |         |

## Селектори
- Бора Милутиновић (1990)